# Keishi Kusumi
Keishi Kusumi (japanisch 楠美 圭史 Kusumi Keishi; * 25. Juli 1994 in Mitaka) ist ein japanischer Fußballspieler.

## Karriere
Kusumi erlernte das Fußballspielen in der Jugendmannschaft von Tokyo Verdy. Seinen ersten Vertrag unterschrieb er 2013 bei Tokyo Verdy. Der Verein spielte in der zweithöchsten Liga des Landes, der J2 League. Für den Verein absolvierte er sechs Ligaspiele. 2015 wurde er an den Verspah Ōita ausgeliehen. 2016 kehrte er zu Verdy zurück. Für den Verein absolvierte er neun Ligaspiele. 2017 wechselte er nach Imabari zu FC Imabari. Am Ende der Saison 2017 stieg der Verein in die Japan Football League auf.  Am Ende der Saison 2024 wurde er mit Imabari Vizemeister der dritten Liga und stieg somit in die zweite Liga auf. Nach dem Aufstieg verließ er den Verein und schloss sich dem Sechstligisten Shibuya City FC in der Präfektur Tokio an. Der Verein spielt in der Kanto Soccer League (Div.2).

## Erfolge
FC Imabari
- Japanischer Drittligavizemeister: 2024  ▲